# Morderca bez twarzy
Morderca bez twarzy – tytuł oryginalny (szw.) Mördare utan ansikte – powieść kryminalna wydana w roku 1991, autorstwa szwedzkiego pisarza Henninga Mankella, stanowiąca pierwszą w serii o przygodach Kurta Wallandera. Jej polskie tłumaczenie ukazało się w roku 2004 nakładem wydawnictwa WAB.
W roku 1992 powieść otrzymała pierwszy Szklany Klucz – nagrodę przyznawaną corocznie pisarzom z krajów nordyckich za najlepszą powieść kryminalną.
Motywem przewodnim historii jest liberalne podejście Szwecji do imigracji, a także kwestie rasizmu i tożsamości narodowej.
Na podstawie Mordercy bez twarzy powstał w Szwecji w roku 1994 czteroodcinkowy miniserial telewizyjny, a w roku 2010 – jeden z 90-minutowch odcinków serialu o Wallanderze dla telewizji BBC, w którym postać głównego bohatera zagrał Kenneth Branagh.